# Vânia Neto
 (avril 2024).
Si vous disposez d'ouvrages ou d'articles de référence ou si vous connaissez des sites web de qualité traitant du thème abordé ici, merci de compléter l'article en donnant les références utiles à sa vérifiabilité et en les liant à la section « Notes et références ».
Vânia Neto, née le 25 avril 1979 à Santarém, est une femme politique portugaise. 

## Biographie
Elle travaille chez Microsoft depuis 2011, occupant divers postes liés au domaine de l'éducation. Elle est titulaire d'une licence en droit de l'Université nouvelle de Lisbonne.
Elle occupe le poste de Responsable des compétences en éducation et de l'apprentissage chez Microsoft Western Europe, où elle est chargée de la stratégie des compétences numériques en éducation et des relations avec les institutions européennes, les ministères de l'Éducation, les universités et les établissements d'enseignement, les enseignants, les chercheurs et les étudiants.
Elle est aussi membre cooptée du Conseil de l'Institut polytechnique de Santarém.
Le 2 avril 2024, elle devient députée européenne, remplaçant Graça Carvalho, devenue ministre de l'Environnement et de l'Énergie. Elle siège jusqu'à la fin de la législature en juillet suivant.